# Daniel Stanese
Daniel Victor Stănese, né le 21 janvier 1994 dans le Queens, à New York, est un joueur international canadien de soccer. Il joue au poste de défenseur latéral.